# San Joaquín (Querétaro)
San Joaquín ist ein Ort mit etwa 2.000 Einwohnern im Norden des mexikanischen Bundesstaats Querétaro. Wegen ihres historischen Stadtzentrums zählt sie zu den Pueblos Mágicos. San Joaquín ist Verwaltungssitz einer Gemeinde (municipio) mit etlichen Dörfern und Weilern mit insgesamt etwa 9.000 Einwohnern.

## Lage
San Joaquín liegt in einem Tal der Sierra Gorda im zentralen Hochland Mexikos in einer Höhe von ca. 2410 bis 2450 m. Santiago de Querétaro, die Hauptstadt des Bundesstaats, befindet sich ca. 140 km (Fahrtstrecke) südwestlich. Das Klima ist wegen der Höhenlage gemäßigt und für mexikanische Verhältnisse durchaus regenreich.

## Bevölkerung und Wirtschaft
| Jahr      | 2000  | 2005  | 2010  |
| Einwohner | 1.549 | 1.906 | 1.985 |

Nur noch ein kleiner Teil der zumeist den Pame-Indios angehörigen Einwohner der Gemeinde spricht die regionale Sprache; auch Nahuatl, die Sprache der aztekischen Eroberer ist selten geworden; Umgangssprache ist meist Spanisch. In der Stadt sind mehrere kleine Handwerksbetriebe und Geschäfte entstanden; in den Außenbezirken haben sich auch kleinere Möbelmanufakturen angesiedelt.

## Geschichte
Obwohl ältere Spuren entdeckt wurden, beginnt die sichtbare Geschichte des Hochtals mit den beiden klassischen Ruinenstätten Las Ranas und Toluquilla, deren kulturelle Zuordnung mangels Inschriften und Figuren umstritten ist. Der Hauptgrund für die beiden – wahrscheinlich im 9. Jahrhundert aufgegebenen – Ansiedlungen lag in der Gewinnung von Mineralien, die als Farbstoffe Verwendung fanden (v. a. Zinnober, Schwefel und Quecksilber). Im 13. Jahrhundert siedelten zugewanderte Pame- und Jonace-Indianer in der Region, die jedoch später zum Teil von den Otomí und Chichimeken verdrängt wurden. Die karstige und stark zerklüftete Sierra Gorda wurde weder von den Azteken noch von den spanischen Conquistadoren beachtet. Im 16. Jahrhundert wurde das Minenwesen wiederbelebt und der Augustinerorden übernahm zunächst die Aufgabe der Missionierung der Indianer, doch durch einen Erlass des Vizekönigs Luis de Velasco y Castilla aus dem Jahr 1609 wurde diese Aufgabe an den Franziskanerorden übertragen, dessen Erfolge jedoch zunächst noch gering blieben. Am 13. November 1682 wurde San Nicolás de Tolentino gegründet, doch bereits 40 Jahre später erfolgte eine Neugründung des Ortes, der im 19. Jahrhundert den Namen San Joaquín und im Jahr 1941 die Gemeinderechte erhielt.

## Sehenswürdigkeiten
- Die in unterschiedlichen bunten Farbtönen gestrichenen Häuser und die teilweise engen und leicht ansteigenden Gassen verleihen dem Ort ein durchaus reizvolles Gesamtbild.
- Die dreischiffige Pfarrkirche (Iglesia de San Joaquín) ist ein Neubau aus der 2. Hälfte des 20. Jahrhunderts. Sie besitzt einen in die Fassade integrierten Glockenturm, eine Kuppel oberhalb der Vierung und eine flachschließende Apsis.
- Am Ortsrand steht das im Jahr 1970 errichtete und von einem runden Mahlstein dominierte Denkmal der Glorieta Piedra Redonda, welches an die Mineral- und Erzgewinnung und deren Weiterverarbeitung in der Region erinnern soll.

Umgebung
- Ca. 1 km nördlich des Ortes (Fahrtstrecke ca. 3 km) liegt die präspanische Ruinenstätte Las Ranas.
- Ca. 8 km südöstlich des Ortes befindet sich die Ruinenstätte Toluquilla.
- Ca. 3 km südwestlich des Ortes liegt die erst seit dem Jahr 1978 erforschte Tropfsteinhöhle Gruta de los Herrera.
- In der Umgebung des Ortes gibt es 3 Stellen mit Felsmalereien unbekannten Alters (El Durazno, Los Azogues und San Francisco Gatos).
- Bei El Durazno gibt es auch einen Wasserfall.